# 普拉特鎮區 (愛荷華州泰勒縣)
普拉特鎮區（英語：Platte Township）是位於美國愛荷華州泰勒縣的一個行政鎮區。

## 地方資料
根據2010年美國人口普查的數據，普拉特鎮區的面積為92.95平方千米，當中陸地面積為92.51平方千米，而水域面積為0.44平方千米。當地共有人口1581人，而人口密度為每平方千米17.01人。